# Emmanuel Lombardos

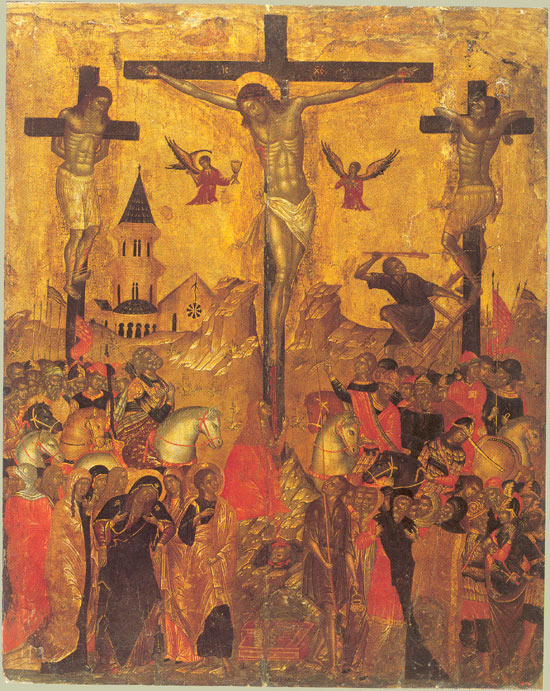
„Kreuzigung“ von Emmanuel Lombardos
(Eremitage, Sankt Petersburg)

Emmanuel Lombardos (griechisch Εμμανουήλ Λομβάρδος Emmanouil Lomvardos, auch Λαμπάρδο Lambardo) war ein griechischer Maler des 17. Jahrhunderts. Man schreibt ihm auch die mit Ieremia Pallada (Ιερεμία Παλλαδά) unterzeichneten Werke zu.
Lombardos lebte bis zum Ende der venezianischen Herrschaft auf Kreta und flüchtete anschließend mit Theodoros Poulakis, Emmanuel Tzanes und Illias Moschos nach Kefalonia. Sie gelten als wichtige Vertreter der kretischen Schule. Über Lombardos jedoch ist wenig bekannt, anders als seine Kollegen wandte er sich nur temporär der westlichen Kunst zu.

## Erhaltene Werke
- Das Lamento (oder Epitaphios), Byzantinisches Museum Athen
- Pieta, Tuzla